# Ubisoft Bucarest
Ubisoft Bucarest est un studio de développement de jeux vidéo fondé en 1992 et situé à Bucarest (Roumanie). Il est le premier studio d'Ubisoft fondé en dehors du territoire français. 

## Jeux développés
| Titre                                     | Année | Plate(s)-forme(s)                   |
| ----------------------------------------- | ----- | ----------------------------------- |
| POD: Speedzone                            | 2000  | Dreamcast                           |
| Chessmaster 10e edition                   | 2003  | PC                                  |
| Silent Hunter III                         | 2005  | PC                                  |
| Blazing Angels: Squadrons of WWII         | 2006  | PC, Xbox, Xbox 360, Wii             |
| Blazing Angels 2: Secret Missions of WWII | 2007  | PC, Xbox 360, PS3                   |
| Silent Hunter 4: Wolves of the Pacific    | 2007  | PC                                  |
| Silent Hunter 4: The U-Boat Missions      | 2008  | PC                                  |
| Tom Clancy's HAWX                         | 2009  | PC, Xbox 360, PS3                   |
| Assassin's Creed II                       | 2009  | PC, Xbox 360, PS3                   |
| Assassin's Creed Brotherhood              | 2010  | PC, Xbox 360, PS3                   |
| Silent Hunter 5: Battle of the Atlantic   | 2010  | PC                                  |
| Tom Clancy's HAWX 2                       | 2010  | PC, Xbox 360, PS3, Wii              |
| ABBA: You Can Dance                       | 2011  | Wii                                 |
| Assassin's Creed Revelations              | 2011  | PC, Xbox 360, PS3                   |
| Assassin's Creed III                      | 2012  | PC, Xbox 360, PS3                   |
| Just Dance 4                              | 2012  | Xbox 360, PS3, Wii, Wii U           |
| Tom Clancy's Ghost Recon: Future Soldier  | 2012  | PC, Xbox 360, PS3                   |
| ZombiU                                    | 2012  | Wii U                               |
| Assassin's Creed IV Black Flag            | 2013  | PC, Xbox 360, PS3, PS4, Wii U       |
| Assassin's Creed Rogue                    | 2014  | PC, Xbox 360, PS3                   |
| Assassin's Creed Unity                    | 2014  | PC, Xbox One, PS4                   |
| Watch Dogs                                | 2014  | Wii U                               |
| Tom Clancy's Ghost Recon Wildlands        | 2017  | PC, Xbox One, PS4                   |
| Tom Clancy's Ghost Recon Frontline        | TBA   | PC, Xbox One, PS4, Xbox Series, PS5 |